# Футбол в Боснии и Герцеговине
Футбол в Боснии и Герцеговине является самым популярным видом спорта.

## Национальная сборная
Сборная Боснии и Герцеговины по футболу собирается под руководством Футбольного союза Боснии и Герцеговины. Первую свою победу команда одержала 6 ноября 1996 над Италией, высшей позицией в рейтинге ФИФА стало 13-е место в августе 2013 года.
Впервые в своей истории команда выступила на крупном турнире в 2014 году как участница чемпионата мира в Бразилии. Команда провела всего три игры и не преодолела групповой этап, проиграв Аргентине и Нигерии и одолев Иран. На чемпионат Европы Босния ещё не попадала: в 2012 году вместо неё туда отправилась победитель стыковых матчей Португалия, а в 2016 году — Ирландия, также одолевшая боснийцев в стыковых встречах; в остальных случаях Босния не добиралась до мест, дающих прямую путёвку на Евро.
Домашним стадионом сборной является Билино Поле в городе Зеница.

## Развитие футбола в стране
Футбол в Сараево появился в 1903 году, а в Мостаре — в 1905 году, после чего стал распространяться по всей Боснии: клубы появлялись в крупных городах Баня-Лука, Тузла, Зеница и Бихач. В 1908 году был проведён первый чемпионат в стране.
К началу первой мировой войны в Сараево были клубы ШАШК, «Славия», «Джерзелез» («Сараевский») и «Маккаби» («Баркохба»), ещё 20 были в других городах. В 1918 году после образования Королевства Югославии стартовал новый чемпионат с несколькими лигами, и в высшем дивизионе стали играть две боснийские команды. В 1920 году была основана Сараевская футбольная подассоциация как правопреемница Футбольного союза Боснии и Герцеговины. Чемпионат Югославии продолжался до сезона 1939/1940. Уже после войны боснийские клубы играли в чемпионате СФРЮ, а Сараевская подассоациация была преобразована в Футбольный союз СР Боснии и Герцеговины, входивший в Югославский футбольный союз.

## Клубные команды
Ведущими командами Боснии и Герцеговины являются «Сараево», «Железничар» (Сараево) и «Вележ» (Мостар). Они играли в Первой и Второй лигах Югославии, выступали в кубке Югославии, а за сборную Югославии играли боснийские звёзды — Вахид Халилходжич, Сафет Сушич, Йосип Каталинский, Фарук Хаджибегич, Ивица Осим, Асим Ферхатович, Блаж Слишкович и Душан Баевич.

## Фанаты
Существует ряд фанатских футбольных группировок Боснии и Герцеговины: «Manjiaci» — ультрас «Железничара», «Horde zla» — ультрас «Сараево», но самой известной является группировка национальной сборной BHFanaticos.